# Klaus Dieter Kern

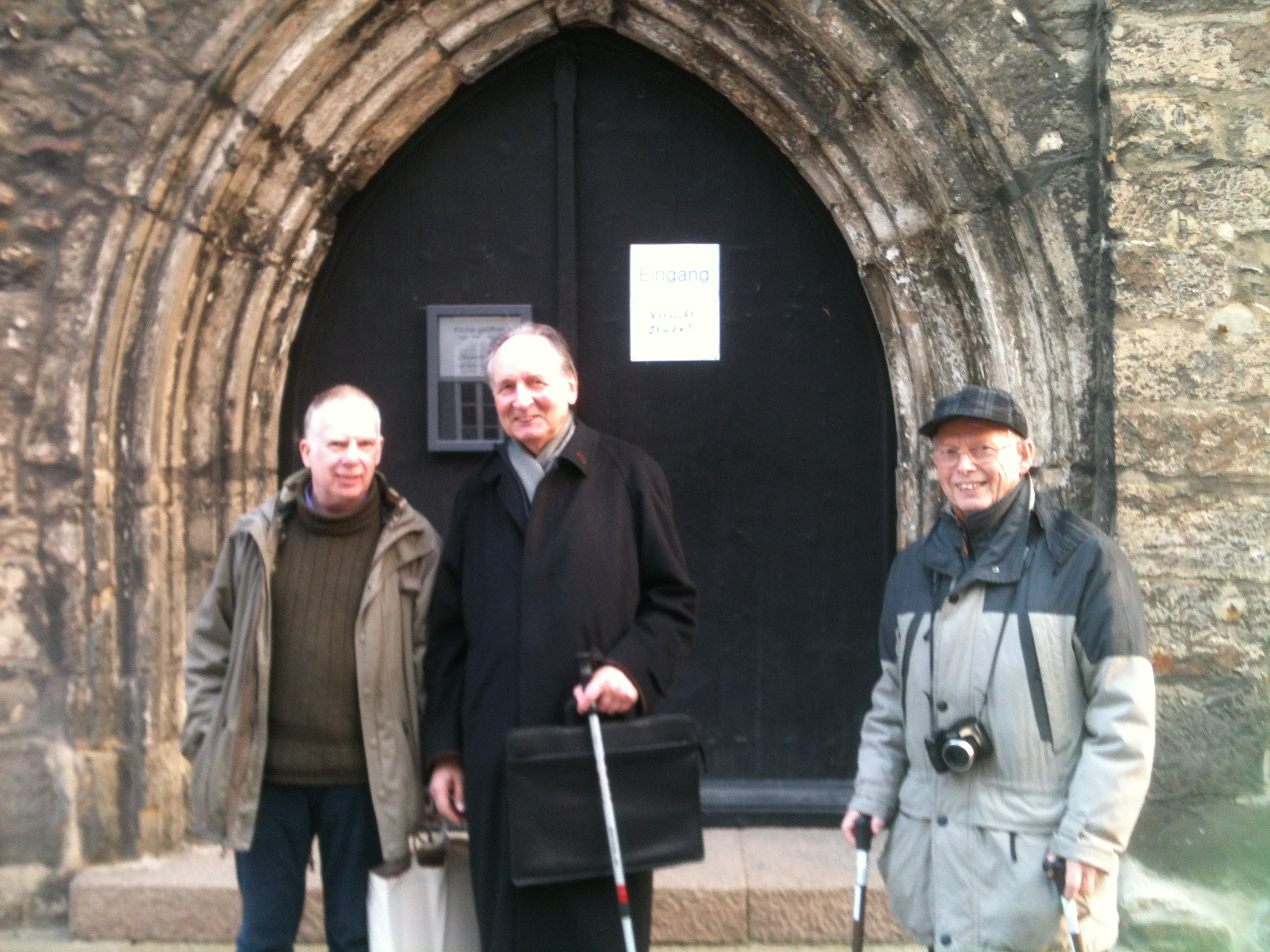
Robin Beaumont (Organist an St. James’s URC, Newcastle), Klaus Dieter Kern und Johannes Lähnemann vor der Marktkirche Goslar

Klaus Dieter Kern (* 14. Januar 1938 in Berlin) ist Kirchenmusiker und war bis 2003 Propsteikantor der Propstei Goslar. 1965 gründete er die Goslarer Kantorei, die heute von seinem Nachfolger Gerald de Vries geleitet wird.

## Leben
Kern studierte das Orgelspiel bei Hans Heintze und Michael Schneider an der Hochschule für Musik in Berlin. Dort legte er 1960 die Staatliche Prüfung für Kirchenmusiker ab. 1965 erfolgte die Berufung zum Propsteikantor an der Marktkirche in Goslar, wo er die Goslarer Kantorei mit zeitweilig 120 Mitgliedern gründete. Er gab Orgelkonzerte im In- und Ausland und führte die Orgelwerke von Johann Sebastian Bach auf und spielte eine Reihe von Schallplatten und CD-Aufnahmen ein. 1981 wurde ihm die Ehrenplakette der Stadt Goslar verliehen.

## Ehrentitel
Klaus Dieter Kern ist seit 1989 Kirchenmusikdirektor.

## Familie
Klaus Dieter Kern ist mit der Kirchenmusikerin Ulrike Kern verheiratet und hat drei Söhne und eine Tochter.